# Albertus van Delden
Albertus van Delden (Deventer, 21 februari 1828 - Deventer, 7 november 1898) was een vooraanstaand liberaal politicus in de negentiende eeuw. Hij was lange tijd Tweede Kamerlid voor Deventer, de plaats waar hij ook wethouder was. Van Delden werd minister van Financiën in het kabinet-De Vries-Fransen van de Putte. Hij trachtte tevergeefs een inkomensbelasting in te voeren. Als oud-minister en voorzitter van de liberale Kamerclub behoorde hij tot de meer gezaghebbende leden. Hij was samen met Gleichman een van de voormannen van de oud-liberalen.
- Biografisch Portaal: 25426141
- Digitale Bibliotheek voor de Nederlandse Letteren: deld006
- International Standard Name Identifier: 0000 0003 9587 2938
- Nederlandse Thesaurus van Auteursnamen: 137061048
- Parlement.com: vg09lkzoq3cd
- Virtual International Authority File: 290710947
- WorldCat: E39PBJhmJgkG4p4CyvqM8hBByd